# 西藏自治区监狱

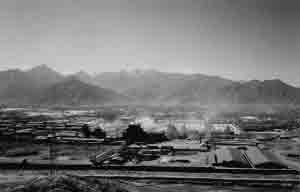
该监狱旧貌

西藏自治区监狱是隶属于中华人民共和国西藏自治区监狱管理局的监狱。该监狱坐落在西藏自治区拉萨市北郊的扎基村。该监狱是西藏自治区唯一关押重刑犯、女犯和危害国家安全犯的监狱。该监狱也是西藏自治区最大的监狱。

## 沿革
该监狱成立于1960年，原俗称“扎基监狱”（藏語：གྲྭ་བཞི་，威利转写：grwa bzhi）。1990年，西藏自治区监狱正式向国内外参观者开放。

## 医疗及服务设施
该监狱自成立以来便设有医务所。西藏自治区司法中心医院成立后，由于和该监狱仅一墙之隔，故该监狱囚犯就医更加便利。

## 监狱企业
西藏自治区监狱地毯厂创建于1962年，主营地毯制造业。

## 历任监狱长
- 吕波（2002年前后在任）[1]